# Aase Hemmingsen
Aase Hemmingsen født Jørgensen 25. september 1913 Fredriksberg, var en dansk atlet fra Frederiksberg IF, Mariendal og Star København som satte flere danske rekorder i kuglestød og diskoskast i 1930'erne og nåede med 11,48 i 1936 en 13. plads på verdensranglisten. Hun vandt aldrig DM, da DM for kvinder først blev indført 1944, det blev til to DM-sølvmedaljer.

## Danske mesterskaber
- Sølv 1946 Kuglestød 10,66
- Sølv 1944 Kuglestød 10,70

## Danske rekorder
- Kuglestød: 11,48 Holbæk 7. juni 1936[1]
- Kuglestød: 11,35 Frederiksberg Stadion 30. juni 1935
- Kuglestød: 10,43 Frederiksberg Stadion 24. juni 1934
- Diskoskast: 30.71 1934
- Kuglestød: 9.68 1933
- Kuglestød: 9.59 1933
- Diskoskast: 28.84 1933
- Kuglestød: 9.17 1932
- Diskoskast: 27.77 1931
- Diskoskast: 26.44 1931

## Personlig rekord
- Kuglestød: 11,48 Holbæk 7. juni 1936